# Electric Lady Lab
Electric Lady Lab — датский электро-поп-дуэт, состоявший из продюсера и автора песен Мартина Бёге Педерсена (Martin Bøge Pedersen) и вокалистки Стине Хьельм Якобсен (Stine Hjelm Jacobsen). Electric Lady Lab была основана в марте 2009 года. Их дебютный альбом Flash! был выпущен 7 января 2011 года. Дуэт являлся частью новой волны современной датской танцевальной музыки. Проект распался в марте 2016 года, оставив один альбом и ряд синглов.

## История проекта
Участники знали друг друга с 1990-х годов, когда они ходили в одну школу в Кёге. До Electric Lady Lab Мартин был в составе датского поп-дуэта The Loft, а Стине была частью инди-поп-группы NU.
Electric Lady Lab дебютировала с синглом «It’s Over Now» в ноябре 2009 года, но получила коммерческий прорыв с выпущенным в июне 2010 года «You & Me» на мелодию «Rhythm Is a Dancer», хит 1992 года немецкой евродэнс-группы Snap! Сингл занял 2-е место в Hitlisten, официальном датском чарте. Он также имел успех в Норвегии, Германии, Швейцарии и Австрии.
В сентябре 2011 года был выпущен «Touch Me» с семплами из хита A-ha 1985 года «The Sun Always Shines on TV». Песня была написана с Йоханом Волертом из The Storm и использовала вокал солиста A-ha Мортена Харкета.
Особенностью проекта является большое количество своеобразных каверов на хиты 80-90-х. При этом заимствуется большая часть популярной мелодии, на которую положен новый текст. Так композиция «Let Go» использует семплы другого датского электронного дуэта Barcode Brothers «Dooh Dooh» (1999), сингл «Open Doors» семплирует классическую композицию «Crockett’s Theme» Яна Хаммера (1984), а в сингле «Hurts» звучат семплы хита Roxette «Listen To Your Heart» (1988).

## Дискография

### Альбом
| Год  | Альбом                                                                       | Пиковые позиции в чартах | Композиции |
| Год  | Альбом                                                                       | DEN                      | Композиции |
| ---- | ---------------------------------------------------------------------------- | ------------------------ | --- |
| 2011 | Flash! - Дата выпуска: 7 января 2011 г. - Лейбл звукозаписи: Mermaid Records | 11                       | 1. «Last Virgin Alive» (3:32) 2. «You & Me» (3:51) 3. «I Follow You» (3:41) 4. «Dancing with a Ghost» (3:38) 5. «Let Go» (3:17) 6. «Flash!» (3:57) 7. «Wondering» (3:38) 8. «Dangerous» (3:31) 9. «Fascinated» (3:54) 10. «Imagination» (3:25) 11. «It’s Over Now» (3:39) |

### Синглы
| Год  | Сингл                                | Пиковые позиции в чартах | Альбом |
| Год  | Сингл                                | DEN                      | Альбом |
| ---- | ------------------------------------ | ------------------------ | ------ |
| 2009 | «It’s Over Now»                      | -                        | Flash! |
| 2010 | «You & Me»                           | 2                        | Flash! |
| 2010 | «Wondering»                          | -                        | Flash! |
| 2011 | «Touch Me»                           | 19                       |        |
| 2012 | «Taking off»                         | 31                       |        |
| 2012 | «Alive» (Kato and Electric Lady Lab) | 4                        |        |
| 2013 | «Broken Mirrors» (feat. Sukker Lyn)  | -                        |        |
| 2013 | «Open Doors»                         | -                        |        |
| 2014 | «Hurts»                              | 18                       |        |
| 2016 | «Love Is War»                        | -                        |        |